# Gerrit Laurens Keultjes
Gerrit Laurens Keultjes (Utrecht, 10 augustus 1786 - Bogor, Nederlands-Indië, 16 september 1821) was een Nederlands kunstschilder en illustrator. 

## Biografie
Keultjes verbleef tussen zijn 16de en 22ste levensjaar in een katholiek weeshuis in Utrecht en leerde daar schilderen. Eerst was hij vooral actief als schilder van portretten en genrestukken. Na een zeereis door de Middellandse Zee besloot hij zich verder te bekwamen als schilder van zeegezichten. Zijn werk bestond daarna uit tekeningen en schilderijen met schepen en zeegezichten.

## Natuurkundige Commissie voor Nederlands-Indië
In 1820 werd hij lid van de Natuurkundige Commissie voor Nederlands-Indië. Hij werd toegevoegd aan het team van de natuuronderzoekers Heinrich Kuhl en Johan Coenraad van Hasselt als tekenaar om de natuurhistorische en etnografische specimens die werden verzameld te documenteren en af te beelden. Na aankomst op Java werd het team onmiddellijk op expeditie gestuurd naar de omgeving van Bogor. Daar onderzochten zij de hellingen van de 3019 m hoge vulkaan de Gunung Pangrango en klommen als eersten naar de top. In augustus 1821 werden Keultjes en ook teamleider Heinrich Kuhl ziek door de inspanningen en het gebrek aan tijd om aan het tropische klimaat te wennen.
Op 16 september 1821 overleed Keultjes aan een tropische ziekte, welke aandoening precies werd niet duidelijk. De tien jaar jongere Kuhl overleed aan een leverinfectie.

## Nalatenschap
In de verzameling materiaal die na zijn overlijden van Java naar het Rijksmuseum van Natuurlijke Historie (nu:  Naturalis Biodiversity Center) in Leiden was gezonden, bevonden zich 1200 tekeningen die door Keultjes zijn gemaakt maar die in in de jaren daarna in het museum verloren zijn gegaan. De plantkundige prof. Jacob van Breda (1788–1867) was nog in staat om steendrukken te maken aan de hand van origineel werk van Keultjes.

## Oeuvre (selectie)
Rijksmuseum Amsterdam: (Schilderijencollectie Rijksmuseum):
- De heilige Petrus, 1816, 65 x 53 cm, olieverf op linnen.
- De aanval van het verenigd Engels-Nederlands eskader op Algiers in 1816, 1817, 61 x 86 cm,  olieverf op linnen.

In particulier eigendom
- De muziekles, 32 x 26 cm, olieverf op hout

- Biografisch Portaal: 33871170
- RKD-Nederlands Instituut voor Kunstgeschiedenis: 44173
- Union List of Artist Names: 500149655
- Virtual International Authority File: 128911041